# Torneio Internacional de Futebol Sub-20 de L'Alcúdia
O Torneio Internacional de Futebol Sub-20 de L'Alcúdia, abreviado como COTIF, é um torneio de futebol amistoso. Clubes e seleções participam da competição com os seus elencos formados por jogadores com menos de 20 anos. O torneio é realizado anualmente em L'Alcúdia (Valencia), Espanha.

## História
A história remonta a 1983, quando a CE L'Alcúdia foi convidado para um torneio internacional de futebol na cidade francesa de Bollène, com as equipes participantes vindas de diferentes partes da Europa. Este evento fez com que a delegação de L'Alcúdia ficasse agradavelmente surpresa. Quando eles voltaram, começaram a considerar a possibilidade de organizar um torneio de características semelhantes. Os organizadores encontraram grande apoio em toda a cidade de L'Alcúdia, de modo que apenas um ano após a participação em Bollène, em agosto de 1984, o primeiro Torneio Internacional de Futebol Sub-20 foi realizado em Alcúdia, mais conhecido como Torneio de COTIF. Desde então, o torneio vem sendo disputado anualmente, com exceção do ano de 2020 em que foi cancelado em função da pandemia de Covid-19. 
Muitos craques atuaram no COTIF, jogadores que atuam ou atuaram nos melhores times e ligas de todo o mundo. Estrelas e jogadores consagrados como Iker Casillas, Guti, Raúl González, Andriy Shevchenko, Francisco Rufete, David Albelda, Cafu, Andrés Palop, Jordi Cruijff, Iván de la Peña, Salomón Rondón, Ricardo Oliveira, Gabriel Barbosa e Rafael Márquez, entre vários outros jogadores com destaque no cenário internacional do futebol.

## Organização

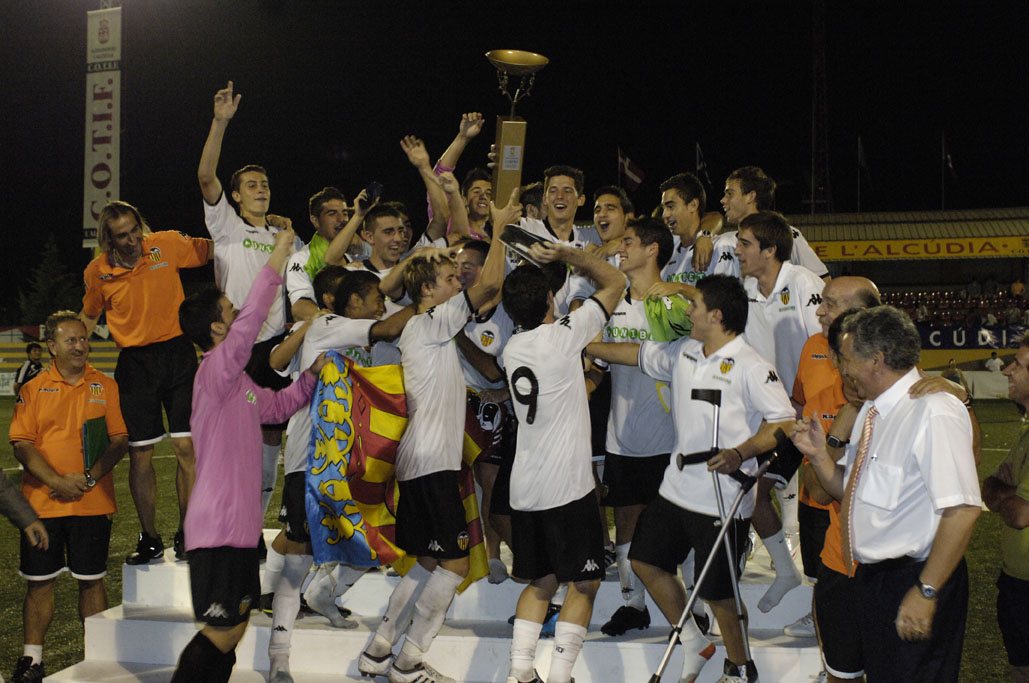
Jogadores do Valencia CF celebrando o título de 2009

O estádio em que são disputados os jogos do COTIF é o Estádio Municipal "Els Arcs", em L'Alcúdia. Ele tem capacidade para 5.000 espectadores, com um grande parque recreativo e um campo com gramado artificial para garantir o espetáculo e o bom futebol nas edições do torneio.
Vale ressaltar que que, em paralelo com o campo principal, existem dois campos de Futebol 7 aonde são disputados torneios de base, na busca de novos talentos. Ambos os torneios de futebol, tanto o Sub-20 como a base disputada nos campos paralelos ao principal, são realizados em meados de agosto com duração de 9 dias.
Dada a magnitude alcançada pelo torneio também está sendo organizado em abril, um COTIF chamado "Promessas", no campo principal, onde o torneio é disputado por Cadetes (Sub-16), com a participação das melhores equipes da Comunidade Valenciana, e 2 torneios paralelos para atletas de menores idades, um para os pré-Benjamins (Sub-8) e um dos Benjamins (Sub-10).
O Valencia Club de Fútbol é a equipe que mais vezes venceu o torneio, com 6 títulos no total, seguido pelas seleções da Argentina e da extinta URSS que ganharam 4 vezes cada. O Brasil, junto com a Espanha, venceu em 3 ocasiões.  Uruguai, Ucrânia, Chile e Marrocos venceram 2 vezes. Os clubes espanhóis Real Madrid, Barcelona e Elche também ganharam 2 títulos.

## Troféu
Embora haja um campeão em cada edição do torneio, o troféu somente é concedido à equipe que ganhar o torneio cinco vezes ou três vezes consecutivas. Atualmente, somente o Valencia CF recebeu a premiação.